# Мілосна (Лодзинське воєводство)
Мілосна (пол. Miłosna) — село в Польщі, у гміні Кросневиці Кутновського повіту Лодзинського воєводства.
Населення — 98 осіб (2011).
У 1975—1998 роках село належало до Плоцького воєводства.

## Демографія
Демографічна структура станом на 31 березня 2011 року:
|          | Загалом | Допрацездатний вік | Працездатний вік | Постпрацездатний вік |
| -------- | ------- | ------------------ | ---------------- | -------------------- |
| Чоловіки | 48      | 11                 | 33               | 4                    |
| Жінки    | 50      | 5                  | 33               | 12                   |
| Разом    | 98      | 16                 | 66               | 16                   |